# Chaloupky
Chaloupky (en allemand : Chaloupek) est une commune du district de Beroun, dans la région de Bohême-Centrale, en République tchèque. Sa population s'élevait à 506 habitants en 2020.

## Géographie
Chaloupky se trouve à 6 km au nord-nord-est de Hořovice, à 16 km au nord-ouest de Příbram, à 26 km au sud-ouest de Beroun et à 31 km au nord de Prague.
La commune est limitée par Komárov à l'ouest et au nord, par Hvozdec au nord-est, par la zone militaire de Brdy à l'est et par Malá Víska au sud.

## Histoire
La première mention écrite de la localité date de 1648.